# إم سي سي إنترم لينكس
إم سي سي إنتِرم لينكس (بالإنجليزية: MCC Interim Linux)‏ هي توزيعة لينكس أُصدرت أولًا في فبراير 1992 بواسطة أوِن لي بلانك (بالإنجليزية: Owen Le Blanc)‏ من «مركز مانشستر للحوسبة» (MCC)، وهو جُزءٌ من جامعة مانشستر. لقد كانت التوزيعة مُوَّجهة لمستخدمي الحاسوب الذين لا يملكون خبرةً في يونكس.

## التاريخ
كانت تَوزيعة إم سي سي إنترم لينكس مُتوّفرة على الأقراص المرنة، بمجرد تثبيتها على الحاسوب، تتيح الحصول على بيئة يونكس الأساسيَّة، كانت التَّوزيعة مُطوَّرة للاستخدام الداخلي داخل الجامعة المُطوِّرة، ثُمَّ أَصبحت مُتوّفرة ليتم استخدامها عالميًّا بواسطة أيّ مُستخدمٍ في العالم.
قام مركز مانشستر للحوسبة (MCC) بإتاحة النظام لأوَّل مرة عن طريق بروتوكول نقل الملفات المجهول في نوفمبر 1991. عبَّر لي بلانك — مُؤلِّف التوزيعة — عن انزعاجه من تجاربه المبكرة مع لينكس، بسبب عدم وجود عامل الأمر إف ديسك (أراد أن يكتب واحدًا لاحقًا)، والحاجة إلى استخدام مستودعات بروتوكول نقل الملفات مُتعددة؛ للحصول على جميع البرامج الأساسيَّة، ومشاكل إصدارات المكتبات، وقد ألهمهُ هذا على إنشاء هذا التوزيعة.

## انظُر أيضًا
- يوريكس
- تاريخ لينكس